# Bonne Pomme
Pour les articles homonymes, voir Pomme (homonymie).
Pour plus de détails, voir Fiche technique et Distribution.
Bonne Pomme est un film français réalisé par Florence Quentin, sorti en 2017.

## Synopsis
Gérard en a assez d'être pris pour une bonne pomme par sa belle-famille. Il quitte tout et ouvre un garage dans un village niché au fond du Gâtinais. En face du garage, il y a une charmante auberge, tenue par Barbara, une femme belle, déconcertante, mystérieuse, imprévisible.

## Fiche technique
- Titre : Bonne Pomme[1]
- Réalisation : Florence Quentin
- Production : Christine Gozlan et Dominique Besnehard
- Directeur de production : Olivier Hélie
- Producteurs associés : David Poirot et Geneviève Lemal
- Scénario : Florence Quentin et Alexis Quentin
- Assistant réalisation : Thierry Mauvoisin et Nadia Chaabani
- Musique : Mathieu Lamboley
- Effets visuels : Alain Carsoux
- Décors : Katia Wyszkop
- Montage : Béatrice Herminie
- Photo : Pascal Gennesseaux
- Casting : Swan Pham
- Costumes : Bathsabée Dreyfus
- Maquillage : Cédric Gérard et Turid Follvik
- Régisseuse générale: Julie Belthoise
- Société de production : Thelma Films et Mon Voisin Productions.
- Coproduction : Orange Studio, France 3 Cinéma et Scope Invest
- Distribution  : ARP Sélection
- Budget : 5,6 millions €[2],[3]
- Pays de production :  France et  Belgique
- Genre : comédie
- Durée : 101 minutes
- Dates de sortie :
  - France : 30 août 2017
  - Belgique : 30 août 2017

## Distribution
- Catherine Deneuve : Barbara Manet
- Gérard Depardieu : Gérard Morlet
- Guillaume de Tonquédec : Le Maire
- Chantal Ladesou : Mémé Morillon
- Grégoire Ludig : Rico
- Françoise Lépine : Nadine
- Benjamin Voisin : Thomas
- Blandine Bellavoir : Marylou
- Gauthier Battoue : Manu
- Mourad Boudaoud : Rachid
- Jérémie Covillault : Mattel
- Jean-Marie Lamour : Georges
- Céline Jorrion : Arlette
- Jade Hénot : La mariée
- Simon Thomas : Le marié
- Anaël Snoek : Martine, l'infirmière
- Patrick Medioni : Client 'ça glisse'
- Guillaume Briat : Le pâtissier
- Nathalie Vignes : Cliente Mme Mangin
- Alexandre Le provost : Client Mr Mangin
- Nicky Marbot : Un habitant de Levergeon
- Fabrice de la Villehervé : Un habitant de Levergeon
- Yann Papin : Capitaine des pompiers
- Mickaël Collard : Le photographe Raid
- Mathéo Vallon : Le commissaire
- William Gay : Un pompier
- Ben Manz : Client Anglais
- Tom Sharp : Client Anglais
- Mathis Druenne : Antoine (le petit)

## Tournage
Les scènes de village, où se déroule l'action, ont été tournées du lundi 29 août au jeudi 15 septembre 2016, à Flagy. Non loin de la place du village, il existe un restaurant de spécialité antillaise, Le Queen Mary, transformé pour le film en auberge, La Petite Fadette. Certaines scènes ont été tournées au bar auberge La Fontaine à Lognes, du lundi 3 au vendredi 7 octobre 2016.